# Camperdown, Victoria
Camperdown är en ort i Australien. Den ligger i kommunen Corangamite och delstaten Victoria, omkring 170 kilometer väster om delstatshuvudstaden Melbourne. Camperdown ligger 171 meter över havet och antalet invånare var 3 369 vid folkräkningen 2016.
Runt Camperdown är det mycket glesbefolkat, med 4 invånare per kvadratkilometer.. Camperdown är det största samhället i trakten. 
Trakten runt Camperdown består till största delen av jordbruksmark. Genomsnittlig årsnederbörd är 1 165 millimeter. Den regnigaste månaden är juni, med i genomsnitt 167 mm nederbörd, och den torraste är februari, med 32 mm nederbörd.